# Castillo de Caumont

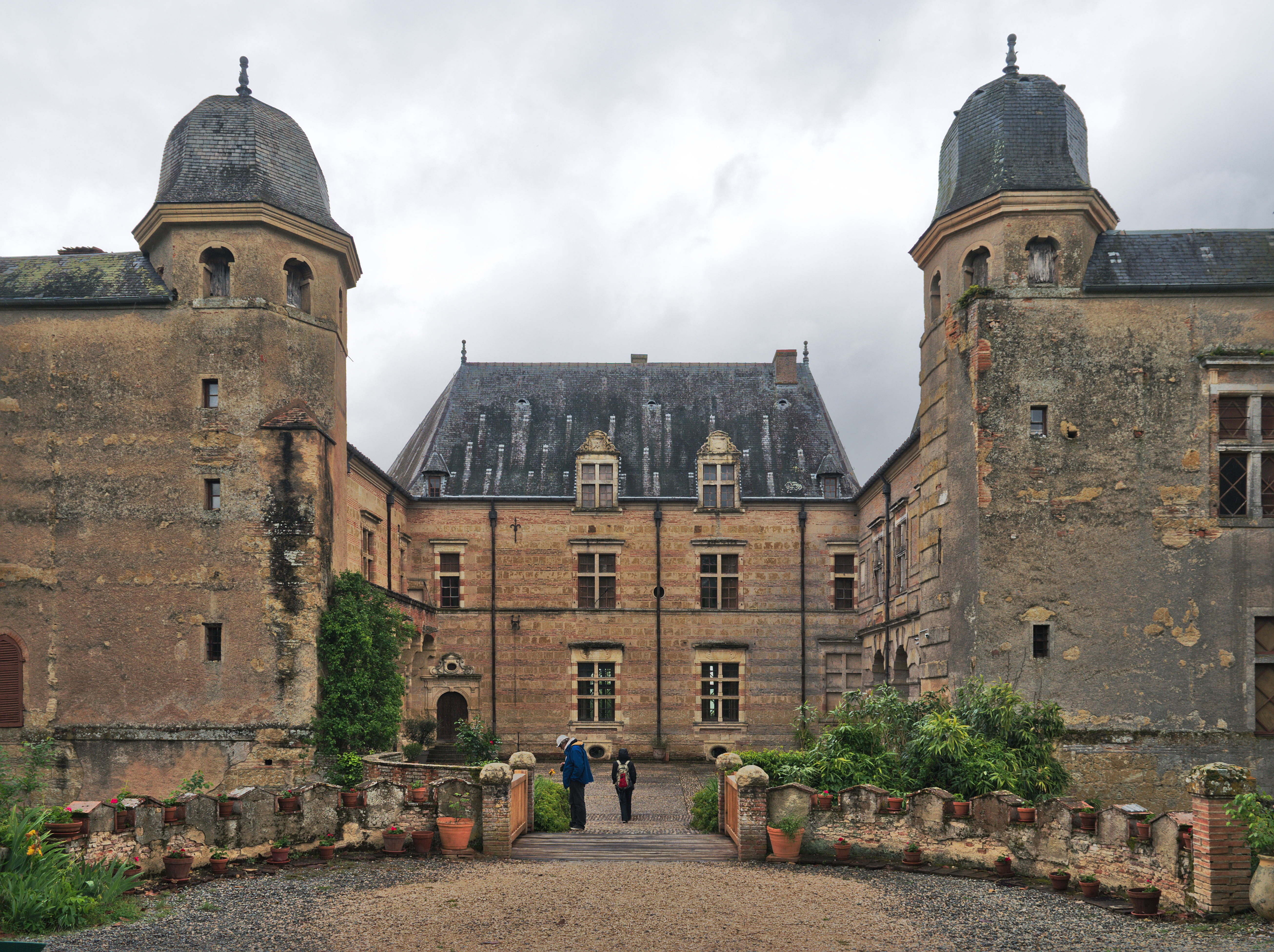
El castillo de Caumont.

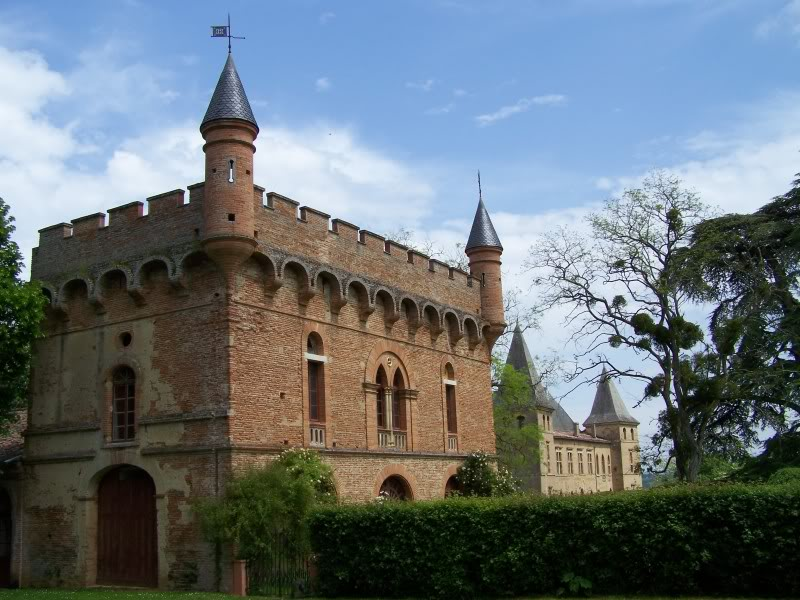
Fachada sur del castillo y parte de la orangerie.

El castillo de Caumont es un castillo renacentista francés situado en la comuna de Cazaux-Savès, en el departamento de Gers. El parque del castillo fue objeto de una inscripción en el título de los monumento histórico en 1947 y el propio castillo fue  a su vez objeto de una clasificación en 1984.
El castillo, con dos niveles, subterráneos y flanqueado por cuatro torres, fue edificado entre los años 1525 y 1535 bajo orden de Pierre de Nogaret, sobre los vestigios de un anterior castillo del siglo XIV perteneciente en la época a Gastón III de Foix-Bearne. La reconstrucción se llevó a cabo por el arquitecto de Toulouse Nicolas Bachelier, autor probable de los planos del edificio: diferentes elementos, particularmente la crujía exterior del ala norte, son característicos. 